# 釧路公立大學
釧路公立大學（Kushiro Public University of Economics）是一所位於日本北海道釧路市的公立大學，設立於1988年。

## 概要
釧路公立大學是一所只有经济学部的单科大学，设有经济学科和经营学科。学生定额为经济学科200人，经营学科100人。

## 沿革
- 1988年（昭和63年）4月 由钏路支庁管辖内的1市8町1村设置。国内首家一部事务组合方式运营的学校。
- 1996年（平成8年）4月 开设经济学部经营学科。

## 教育組織

### 學部
- 經濟學部
  - 經濟學科
  - 經營學科

### 附屬機關
- 附屬圖書館
- 地域經濟研究中心

## 對外關係

### 學分互換制度
- 北海道教育大學[1]

### 國際交流
- 加拿大
  - 西蒙弗雷泽大学
  - 卡普蘭諾大學
- - 牧園大學
- 臺灣
  - 明道大學

## 相關人物

### 教職員
- 高嶋正彥（日语：高嶋正彦）：首任校長。
- 荒又重雄（日语：荒又重雄）：第二任校長。
- 板本猛：第三任校長。
- 小磯修二（日语：小磯修二）：第四任校長。
- 高野敏行：第五任校長。

### 校友
- 高木敏次：詩人，第61屆H氏賞（日语：H氏賞）獲獎人[2]。
- 高木知芙美：國立中興大學農資學院教師[3]，專長為農業經濟學、糧食安全與有機農業。

## 交通資訊
在JR北海道釧路車站搭乘釧路巴士營運的公車：
- 美原線65番，於「公立大學前」站牌下車。
- 文苑公住線12番，於「釧路公立大學」站牌下車。
- 美原線63番，於「蘆野公園前」站牌下車。